# Земельный суд Винер-Нойштадта

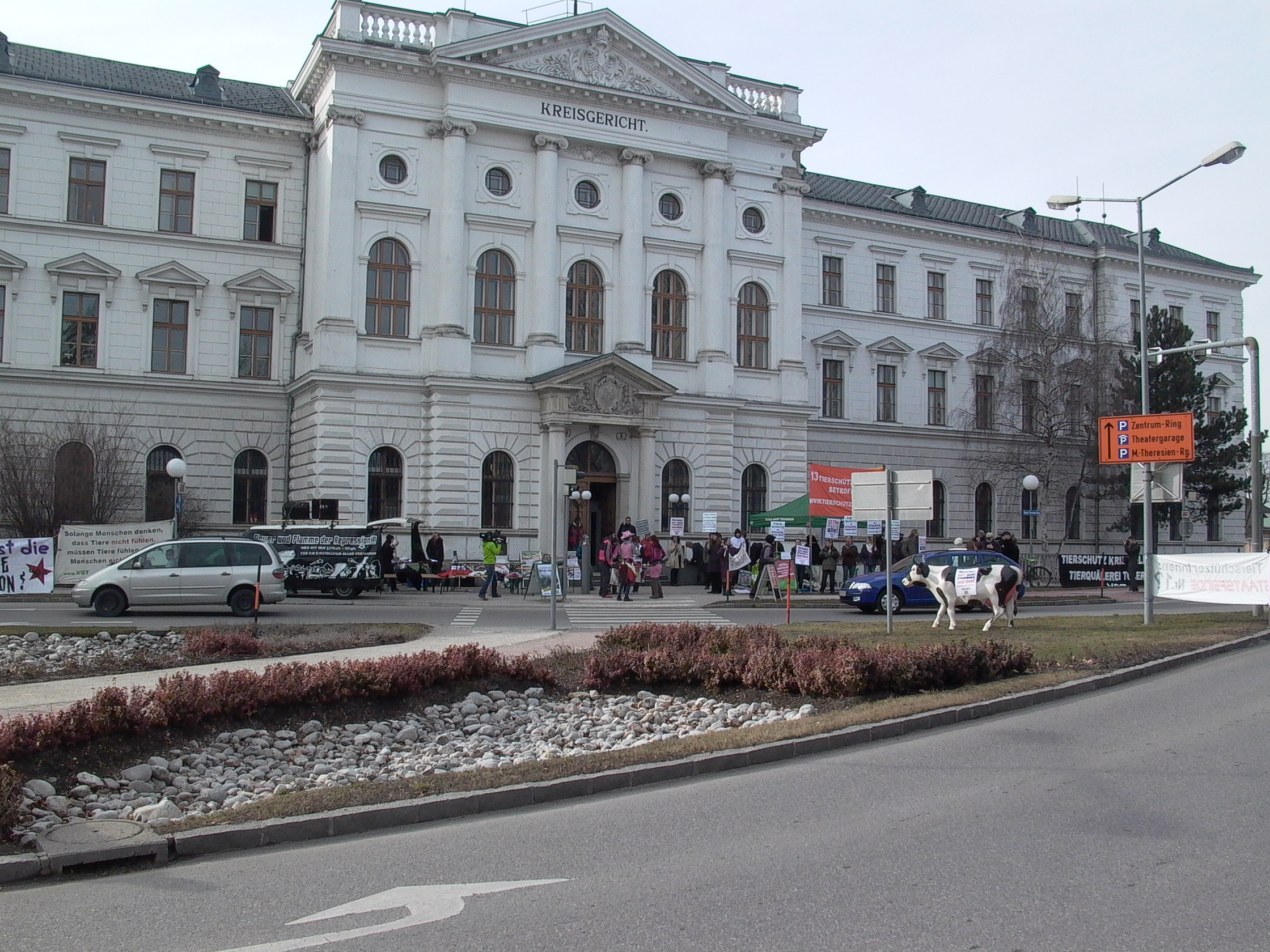
Земельный суд Винер-Нойштадта

Земельный и районный суды Винер-Нойштадта

Земельный суд Винер-Нойштадта (нем. Landesgericht Wiener Neustadt) — государственный региональный суд компетентной юрисдикции федеральной земли Нижняя Австрия. Суд расположен в городе Винер-Нойштадт.
Адрес суда: 2700 Винер-Нойштадт, Мария-Терезиен-Ринг, 5, тел. +43 2622 21510.
Географические координаты Земельного суда Винер-Нойштадта: 47°48′30″ с. ш. 16°14′14″ в. д.
Руководство суда (2016):
- Председатель земельного суда — Магистр Ютта Бурианек;
- заместитель председателя суда — Магистр Биргит Борнс;
- заместитель председателя суда — Магистр Ханс Барвитциус;
- администратор суда — Маргарете Герхартль.

## Полномочия суда
Земельный суд Винер-Нойштадта является судом региональной инстанции и рассматривает уголовные и гражданские дела, поступающие от четырёх, существующих в настоящее время, районных судов Нижней Австрии, находящихся в территориальной подсудности данного суда (Баден, Винер-Нойштадт, Мёдлинг и Нойнкирхен). Он также рассматривает гражданские правовые отношения (за редкими исключениями) с суммами спора более 15 000 евро. Кроме того, Земельный суд Винер-Нойштадта, рассматривает апелляции на постановления районных судов Нижней Австрии, находящихся в территориальной подсудности данного суда, а также рассматривает дела по трудовому и социальному законодательству Австрии в этой части федеральной земли Нижняя Австрия независимо от суммы спора. Ведение реестра всех компаний, созданных в Нижней Австрии, находящихся в территориальной подсудности данного суда, также является прерогативой для Земельного суда Винер-Нойштадта.
Территориальная юрисдикция Земельного суда Винер-Нойштадт охватывает всю юго-восточную часть федеральной земли Нижняя Австрия и распространяется на штатутарштадт Винер-Нойштадт, а также на её четыре политических округа: Баден, Винер-Нойштадт, Мёдлинг и Нойнкирхен. Вышестоящим судом для него является Высший земельный суд Вены.

## Здание суда
Земельный суд Винер-Нойштадта в настоящее время располагается в здании на Мария-Терезиен-Ринг, 5.
- Цокольный этаж: слева от главного входа — видео-конференц-зал. За ним размещается департамент суда по трудовым и социальным вопросам, залы судебных заседаний 54, 56, 58 и столовая. В левом крыле (справа от выхода с лестницы) размещены департамент банкротства и залы судебных заседаний 15, 17, 34 и 36.
- 1-й этаж: сразу после выхода с лестницы — зал суда; справа — бухгалтерия, бюро суда и библиотека, а также департамент гражданского права. В левом крыле — залы судебных заседаний 150, 152, 155 и 180, а также доступ к Halbgesperre (нем.).
- 2-й этаж: после выхода с лестницы по правую сторону располагается канцелярия, а с левой стороны — залы судебных заседаний 252 и 254 и департамент по уголовному судопроизводству.

На всех этажах, слева и справа от основных лестничных клеток, расположены общественные туалеты. На каждом этаже есть также туалеты для людей с ограниченными физическими возможностями.

## История

### Предыстория
Революция 1848 года повлияла существенным образом на австрийскую юрисдикцию того времени, сформировав предпосылки, действующие и по сегодняшний день. Судоустройство, созданное в те времена, существенно не претерпело изменений до нашего времени. Было создано четыре уровня судов следующих типов: районные суды, земельные суды, высшие региональные (апелляционные) суды и Верховный суд. Эти четыре вида судебных инстанций были дифференцированы по размеру иска или тяжести преступления, вплоть до апелляции принятых ими решений в вышестоящих судах. Верховный суд, как последняя инстанция, уже был в Вене и во времена империи и его функции с 1918 года до сегодняшнего дня (за исключением периода национал-социализма) оставались практически неизменными.
Следующий уровень, ниже Верховного суда, формируется высшими судами. В 1855 году их было во всей империи девятнадцать, а сегодня их осталось в Австрии только четыре, а именно — в Вене, Граце, Инсбруке и Линце. Они действуют в основном в качестве апелляционных судов. Далее следуют так называемые суды первой инстанции. Этот собирательный термин стал необходимым, поскольку, помимо районных судов, были ещё земельные, а также другие специальные районные суды: коммерческие, ювенильные и по вопросам социального и трудового права. Из всех этих судов, существовавших со времён монархии, естественно, уже значительное число не существует. В пределах современной Австрии их было первоначально семнадцать, а в настоящее время — двадцать после того, как был распущен в 2003 г. Венский суд по делам молодежи.

### Иерархия
В юрисдикции Высшего земельного суда Вены — Земельный суд Вены по гражданским делам, Земельный суд Вены по уголовным делам, Земельный суд Айзенштадта, Земельный суд Винер-Нойштадта, Земельный суд Корнойбурга, Земельный суд Кремс-ан-дер-Донау и Земельный суд Санкт-Пёльтена. Кроме того, под его юрисдикцию подпадают также Венский коммерческий суд и Венский суд по труду и социальным вопросам. Самый низкий уровень юрисдикции, в конечном счёте, формируется в районных судах. В Нижней Австрии (в современных границах) было 79 районных судов, из которых в сферу деятельности (юрисдикцию) Земельного суда Винер-Нойштадта подпадали 11. Это количество судов сохранялось довольно длительное время, пока не сократилось до четырёх. Районные суды, подпадающие под юрисдикцию Земельного суда Винер-Нойштадта, в настоящее время располагаются в Бадене, Винер-Нойштадте, Мёдлинге и Нойнкирхене. За последние 160 лет помимо судебных слияний и модификации их размеров юрисдикция районных судов изменяется и из-за дифференциации пределов стоимости иска, переименований, что было естественно. Снова и снова на основании предложений или идей для реальной поддержки и изменений в содержании этой организации судебной системы. К примеру, речь шла о реорганизации трибуналов первой инстанции с распространением этой программы на районные суды. Эти суды должны были быть усилены и для того, чтобы отказаться от апелляционных судов. Но это реформирование было заблокировано. Вся система австрийского судоустройства поэтому с середины 19-го века в основном устоялась и осталась практически без изменений в вертикали власти и применяется до сих пор.

## Строительство суда

### После революции
После 1848 года судебная и административная власти были разделены. Нижняя Австрия была разделена на четыре земельных судебных округа (Вена, Винер-Нойштадт, Санкт-Пёльтен и Кремс). К территориальной юрисдикции Земельного суда Винер-Нойштадта было отнесено девять районных судов (Аспанг, Баден, Винер-Нойштадт, Глогниц, Гутенштайн, Крумбах, Нойнкирхен, Поттенштайн и Эбрайхсдорф) в двух судебных округах — Винер-Нойштадт и Нойнкирхен. Из этого списка созданных судов только Нойнкирхен был районным судом I класса, которому предоставлено право рассматривать и уголовные дела. Остальные суды были II и III класса.
В середине 19-го века Земельный суд Винер-Нойштадта состоял из: председателя, пяти провинциальных судебных советника, секретаря, архивариуса, пяти клерков, тюремщика, двух надзирателей за заключёнными, двух судебных приставов, двух швейцаров, а также технического персонала.
В 1850 году юрисдикция была создана (нем. Geschwornengerichtsbarkeit). Но, из-за отсутствия помещения, суд был размещён в специально построенном для этих целей помещении на втором этаже городского совета.
Дальнейшая реформа власти в 1851 году была воспринята как административная и правовая систематизация и привела к восстановлению четырёх районных управлений (нем. Kreisämter) в Нижней Австрии. В 1853 году, наконец, был создан Земельный суд Винер-Нойштадта на Херенгассе, 10 (нем. Herrengasse 10) с районными судами Аспанг, Баден, Винер-Нойштадт, Глогниц, Гутенштайн, Кирхшлаг, Нойнкирхен, Поттенштайн и Эбрайхсдорф.

### Строительство здания земельного суда Винер-Нойштадт
Этот проект оказался, тем не менее, и трудоёмким и затянувшимся на многие годы, чем ожидалось тогда. В 1865 году появились первые попытки тогдашнего Председателя земельного суда Франца Бабича (нем. Franz BABITSCH) разместить земельный суд на бывшем сахарном заводе, но они были снова быстро отвергнуты высшими органами власти. Та же участь постигла и многие другие предложения и предложения о постройке нового здания. Участие принимала вся община, проявившая большой интерес к местонахождению этого важного учреждения для города.
В 1873 году за 24.000 гульденов у фабриканта Михаэля Хайниша (нем. Michael HAINISCH) был приобретён участок рядом с нынешней кольцевой дорогой Порше-Рингес (нем. Porsche-Ringes). Через некоторое время (1876 г.) он был опять продан городу, но уже за 13.000 гульденов. Наконец, был подобран участок на южном конце сегодняшнего городского парка, недалеко от «Институт газа» (нем. "Gas-Anstalt"). Это привело в 1877 году к приобретению участка площадью 20 000 м².
В 1882 году возникли сомнения относительно пригодности строительной площадки из-за плохих запахов от близлежащего рынка. Обдумывалась покупка строительной площадки в Унгаргассе (нем. Ungargasse). Но это не произошло, из-за расположенной в окрестности больницы. В том же году председатель суда Йозеф Кемер отправился в городской совет с просьбой об увеличении финансирования из-за отсутствия по доступной цене арендованных помещений, либо о постройке нового здания за счёт общины, которое смогло бы впоследствии арендовать управление юстиции.
Компания «Comité», наконец, одобрила второй вариант, но опять-таки, предложила другую строительную площадку. Шестого мая 1889 года совет общины одобрил это предложение и выделил 400.000 гульденов, чтобы построить новое здание, которое сдавалось бы в аренду суду на 50 лет. Однако участок не был выбран до этого времени.
Всей этой неопределённости положил конец сам кайзер Франц-Иосиф (нем. Kaiser Franz Joseph). Во время отдыха 26 марта 1889 году он утвердил строительство здания тюрьмы и земельного суда на приобретённом в 1877 году участке. Планы были утверждены в 1891 году и суд был сдан в эксплуатацию 26 октября 1893 года.

### Вторая мировая война и послевоенный период
Во времена аншлюса суд был разжалован до уровня участкового (нем. "Landgericht"). Во время Второй мировой войны зданию суда в результате бомбардировок был нанесен серьёзный ущерб. Восточное крыло было полностью разрушено и в тюрьме погибло 15 заключенных.
Реконструкция с большим трудом началась в 1945 году. Уголовные подразделения суда были переселены в дом на Герцог-Леопольд-Штрасе (нем. Herzog-Leopold-Straße), там же находилось и правление суда. Лишь в сентябре 1953 года наступило наконец время, чтобы в полной мере возвратить суд на Мария-Терезиен-Ринг.

### Реконструкция и расширение земельного суда
Вместимость земельного суда оказалось с течением времени вновь недостаточной, а обстановка — гнетущей, особенно в 1980-х годах. Только в 1991 году был одобрен предварительный дизайн для дополнительного строительства и реконструкции.
В начале 1992 года проект плана для нового здания был окончательно утвержден. 23 ноября 1992 года он был утвержден Федеральным министром юстиции доктором Николаусом Михалеком Michálek (нем. Nikolaus Michalek). Тем не менее, строительство началось только 14 апреля 1993 года.
Источники:
Gertrud BUTTLAR, 100 Jahre Gerichtsgebäude Wiener Neustadt, Bundesministerium für Justiz 1993
Gerhard KALMUS, 100 Jahre Gerichtsgebäude Wiener Neustadt, Bundesministerium für Justiz 1993

## Доказательства и источники
- Австрийская информационная система Rechtsinformationssystem des Bundes (RIS) (нем.)
- Исторические законы и нормативные акты ALEX Historische Rechts- und Gesetzestexte Online (нем.)
- Географические справочники, 1903÷1908 GenWiki (нем.)
- Географические справочники GenWiki (нем.)
- Австрия GenWiki (нем.)
- Региональный научно-исследовательский портал GenWiki (нем.)